# Just Dance 2024 Edition
Just Dance 2024 Edition est un jeu de rythme et de danse développé par Ubisoft Paris et édité par Ubisoft. Il a été dévoilé le 12 juin 2023 lors de la présentation Ubisoft Forward de juin 2023. Le jeu est sorti en octobre 2023 sur Nintendo Switch, PlayStation 5 et Xbox Series.
Il s'agit du quinzième volet de la série principale Just Dance.

## Liste des chansons
| Chanson                                  | Artiste(s)                                                            | Année | Danseur(s) |
| ---------------------------------------- | --------------------------------------------------------------------- | ----- | ---------- |
| A Night in the Château de Versailles     | The Just Dance Orchestra                                              | 2023  | ♂️♀️       |
| A Queda                                  | Gloria Groove                                                         | 2021  | ♀️         |
| After Party                              | Banx & Ranx featuring Zach Zoya                                       | 2023  | ♂️         |
| Butter                                   | BTS                                                                   | 2021  | ♂️♂️♂️♂️   |
| Calm Down                                | Rema                                                                  | 2022  | ♂️♀️       |
| Can’t Tame Her                           | Zara Larsson                                                          | 2023  | ♀️         |
| Canned Heat                              | Jamiroquai                                                            | 1999  | ♂️         |
| Chaise Longue                            | Wet Leg                                                               | 2021  | ♀️♀️       |
| Cradles                                  | Sub Urban                                                             | 2019  | ♂️         |
| Cure For Me                              | Aurora                                                                | 2021  | ♀️         |
| Despechá                                 | Rosalía                                                               | 2022  | ♀️         |
| Don’t Cha                                | The Pussycat Dolls featuring Busta Rhymes                             | 2005  | ♀️♀️♀️     |
| Flowers                                  | Miley Cyrus                                                           | 2023  | ♀️         |
| Gimme More                               | Britney Spears                                                        | 2007  | ♀️         |
| How You Like That                        | BLACKPINK                                                             | 2020  | ♀️♀️♀️♀️   |
| I am my Own Muse                         | Fall Out Boy                                                          | 2023  | ♂️         |
| I Wanna Dance with Somebody              | Whitney Houston                                                       | 1987  | ♀️         |
| I’m Good (Blue)                          | David Guetta featuring Bebe Rexha                                     | 2022  | ♀️♂️       |
| I’m note here to make Friends            | Sam Smith                                                             | 2023  | ♀️♀️♀️     |
| It’s the most Wonderful Time of the Year | Andy Williams                                                         | 2004  | ? ♂️♀️     |
| Kill Bill                                | Sza                                                                   | 2022  | ♀️         |
| Makeba                                   | Jain                                                                  | 2015  | ♀️♀️♂️     |
| My Name Is                               | D-BILLIONS                                                            | 2020  | ♂️♂️♀️♀️   |
| Never Be Like You                        | Flume & Kai                                                           | 2016  | ♂️         |
| Rapper’s Delight                         | Groove Century (as made famous by The Sugarhill Gang)                 | 1979  | ♂️         |
| Sail                                     | Awolnation                                                            | 2010  | ♂️         |
| Say My Name                              | Ateez                                                                 | 2019  | ♂️♂️♂️     |
| Seven                                    | Jung Kook & Latto                                                     | 2023  | ♂️         |
| Shine a Little Love                      | The Sunlight Shakers (as made famous by Electric Light Orchestra)     | 1979  | 🦝         |
| Stronger                                 | Kelly Clarkson                                                        | 2011  | ♀️         |
| Survivor                                 | Destiny’s Child                                                       | 2001  | ♀️♀️♀️     |
| Swan Lake                                | The Just Dance Orchestra (as made famous by Pyotr Ilyich Tchaikovsky) | 1877  | ♀️♂️ NB    |
| Tainted Love                             | The Just Dancers (as made famous by Gloria Jones)                     | 1964  | ♀️♂️♀️ NB  |
| This Wish                                | Ariana DeBose                                                         | 2023  | ♀️         |
| Tití Me Preguntó                         | Bad Bunny                                                             | 2022  | ♂️♂️♂️     |
| Treasure                                 | Bruno Mars                                                            | 2012  | ♂️         |
| Vampire                                  | Olivia Rodrigo                                                        | 2023  | ♀️♀️       |
| Wasabi                                   | Little Mix                                                            | 2018  | ♀️         |
| Whitney                                  | Rêve                                                                  | 2022  | ♀️         |
| Woof                                     | Sofi Tukker & Kah-Lo                                                  | 2023  | ♀️♂️       |
| You Should see Me in a Crown             | Billie Eilish                                                         | 2018  | ♀️♀️       |